# 658 Asteria

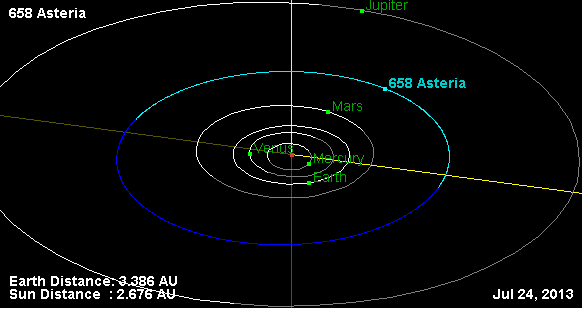
Órbita asteróide 658

Asteria (asteroide 658) é um asteroide da cintura principal com um diâmetro de 22,95 quilómetros, a 2,6783006 UA. Possui uma excentricidade de 0,0617484 e um período orbital de 1 761,58 dias (4,82 anos).
Asteria tem uma velocidade orbital média de 17,62880023 km/s e uma inclinação de 1,50589º.
Este asteroide foi descoberto em 23 de Janeiro de 1908 por August Kopff.